# Хильперик II (король бургундов)
Хильперик II (лат. Chilperikus; ок. 436—491) — король бургундов в 473—491 годах. Сын Гундиоха. По разделу после смерти отца получил часть Бургундского королевства с резиденцией в Лионе.

## Биография
Брат Хильперика II, Гундобад, убил его мечом, приказал бросить в воду с камнем на шее его жену Агриппину, а потом осудил на изгнание двух его дочерей: старшую Крону (Хрону) (она ушла в монастырь) и младшую Клотильду (на ст.-фр. «Славная воительница»). Клотильда впоследствии, в 493 году, была выдана замуж за короля франков Хлодвига I.
Сам Хлодвиг I, хотя и сожительствовал с 484 года с некоей женщиной по имени Амалаберга и даже имел с ней сына, будущего короля Теодорика I, женился на Клотильде, дочери бургундского короля Хильпериха II и племяннице бургундского короля Гундобада. В Бургундии в то время правили четыре брата — Гундобад, Годегизель, Хильперих II и Годомар I. Между тем Хлодвигу I приходилось часто отправлять послов в Бургундию, где они встретили молодую Клотильду. Заметив её красоту и ум, и узнав, что она королевской крови, они известили о том короля. Хлодвиг немедленно отправил посла к Гундобаду просить Клотильду в жены. Тот, не смея отказать, отдал её на руки посланным, и Хлодвиг женился на ней. Хотя королевский дом Бургундии был арианского исповедания, Клотильда под влиянием своей матери Агриппины уже перешла в никейское христианство.